# Szupravezetés

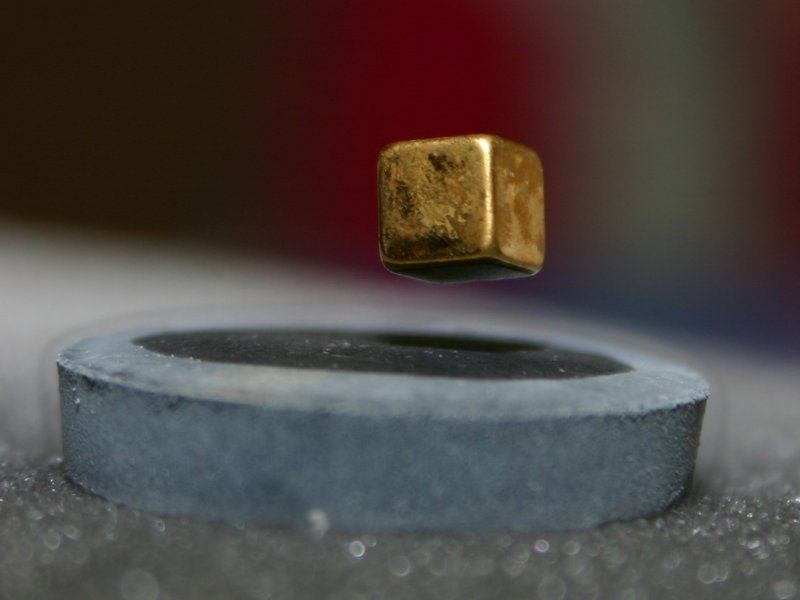
Mágneses kocka lebeg cseppfolyós nitrogénnel hűtött magas hőmérsékletű szupravezető felett

A szupravezetés azon fizikai jelenség, melynek során egyes ún. szupravezető anyagok nagyon alacsony hőmérsékleten (általában -200 °C alatt) elvesztik elektromos ellenállásukat, valamint kizárják magukból a mágneses mezőt. 1911-ben fedezte fel a holland Heike Kamerlingh Onnes.

## Áttekintés
Egy fém vezető elektromos ellenállása a hőmérséklet esésével csökken. Hétköznapi vezetőanyagok, mint a réz és ezüst esetében szennyeződések miatt fennáll egy alsó határ; közönséges réznél abszolút nulla fok közelében sem nulla az ellenállás.
Egy szupravezető ellenállása ezzel szemben hirtelen esik nullára az úgynevezett kritikus hőmérséklet elérésekor, ami általában 20 kelvin, vagy kevesebb (alacsony hőmérsékletű szupravezetőknél). Így egy szupravezető körben az áram folyamatosan folyni fog külső forrás nélkül is. Akárcsak a ferromágnesség vagy a színképvonalak, a szupravezetés is kvantummechanikai jelenség, így nem értelmezhető a klasszikus fizika módszereivel, a vezetés idealizálásával.
Szupravezetés az anyagok széles skálájánál előfordul: kémiai elemeknél, mint például az ón vagy az alumínium, fémötvözeteknél, néhány erősen szennyezett félvezetőnél és a réztartalmú, réteges, torzult perovszkit kristályszerkezetű kerámiáknál – utóbbiak a magas hőmérsékletű szupravezetők. A szupravezetés nem jön létre nemesfémekben (például arany vagy ezüst). Általában ferromágneses anyagokban (például vas, kobalt) nem jön létre szupravezetés, az utóbbi években azonban előállítottak ferromágneses szupravezetőket. A szupravezetés elméletét az 1950-es években sikerült tisztázni, ekkor jelent meg a Ginzburg–Landau-elmélet és a BCS-elmélet.
A magas hőmérsékletű szupravezetők (melyek kritikus hőmérséklete 90 K fölött van) 1986-os felfedezése után a szupravezetés kutatása újra felkapott lett több ok miatt. Az alapkutatások terén azért, mert ezen új anyagok viselkedése nem írható le a jelenlegi modellekkel. Másrészt így könnyebben előállítható a szupravezetők üzemi hőmérséklete – cseppfolyós hélium helyett cseppfolyós nitrogénnel hűthetők – így több kereskedelmi célú alkalmazási terület is elérhetővé vált. A kutatások harmadik iránya a kritikus hőmérséklet további emelése, a szobahőmérsékletű szupravezetők előállítása.

## A szupravezetők típusai
A szupravezetőket csoportosíthatjuk fenomenologikusan kritikus hőmérsékletük (alacsony és magas hőmérsékletű szupravezetők) alapján. Fázisdiagramjuk felépítése szerint megkülönböztetünk I. és II. típusú szupravezetőket. A szupravezető állapotot létrehozó kölcsönhatás alapján konvencionális, illetve nem-konvencionális szupravezetőkről beszélünk.

### I. típusú szupravezetők
Ez a szupravezetők elsőként felfedezett csoportja jellemzően 10 K alatti kritikus hőmérséklettel. Ide tartozik a legtöbb szupravezető elem, így a higany és az alumínium.
Megfelelően nagy külső mágneses tér elnyomhatja a szupravezetést: az I. típusú szupravezetők egy hőmérsékletfüggő Hc(T) tér felett közönséges vezetővé alakulnak vissza.

### II. típusú szupravezetők
A II. típusú szupravezetők jellemzője a kevert fázis: egy Hc1(T) külső mágneses tér felett a szupravezető anyagban vortexek jelennek meg, a szupravezető állapot egy Hc2(T)>Hc1(T) tér felett szűnik meg. A kevert fázist 1957-ben írta le Alekszej Abrikoszov szovjet tudós, aki kutatásaiért 2003-ban megosztott fizikai Nobel-díjat kapott.
A szupravezetőknek ebbe a csoportjába tartozik a nióbium, a technécium, a vanádium, a szupravezető vegyületek nagy része, és a magas hőmérsékletű szupravezetők.

### Nem-konvencionális szupravezetők
Ide soroljuk azokat az anyagokat, melyek átalakulása nem írható le a BCS-elmélet keretein belül, például a magashőmérsékletű szupravezetőket, valamint a ferromágneses szupravezetőket. Ezen anyagokkal kapcsolatban sok kérdés tisztázatlan, elméleti és kísérleti kutatásuk mai napig lezáratlan.

### Magas átmeneti hőmérsékletű szupravezetők
A BCS-elmélet alapján William L. McMillan 1968-ban megmutatta, hogy a szupravezetők kritikus hőmérséklete mintegy 30-40 K értéknél nem lehet nagyobb. Ezért nagy meglepetést okoztak az 1980-as években felfedezett magas átmeneti hőmérsékletű szupravezető kerámiák, melyek kritikus hőmérséklete 100 K körüli is lehet (YBCO: 93 K, BSCCO: 107 K). A magas kritikus hőmérséklet oka még ismeretlen, viszont nincs olyan modell, ami megállapítana egy hőmérsékleti maximumot, így kizárná a szobahőmérsékletű szupravezetők létezését.

## A szupravezetők alaptulajdonságai
A szupravezetők fizikai tulajdonságainak nagy része anyagonként változik, mint például a hőkapacitás vagy a kritikus hőmérséklet, ahol a jelenség megszűnik; másfelől vannak tulajdonságok amik függetlenek az anyagtól – például az összes szupravezetőnek pontosan nulla az ellenállása kis áramoknál, valamint a mágneses mező sincs jelen. Ezeknek az „univerzális” tulajdonságoknak a megléte arra enged következtetni, hogy a szupravezetés egy termodinamikai állapot, így vannak kitüntetett tulajdonságai, amelyek függetlenek a mikroszkopikus részletektől.

### Ellenállás megszűnése egyenáram esetében
A legegyszerűbb módszer egy anyag ellenállásának a vizsgálatára az, hogy egy áramkörbe tesszük, sorba kötve egy áramforrással, így lemérve a rajta eső feszültséget az Ohm-törvény használatával megkapjuk az ellenállás értékét. Ha a feszültségesés nulla, akkor az ellenállás is nulla lesz, így elmondhatjuk, hogy az anyag szupravezető állapotban van.
A szupravezetők képesek áramot fenntartani feszültség jelenléte nélkül. Ezt a tulajdonságot használják ki a szupravezető elektromágnesek (ilyenek például az MRI gépekben vagy az NMR spektrométerekben találhatók). Kísérletek igazolják, hogy szupravezető tekercsekben fenntartható az áram évekig, mérhető csökkenés nélkül. Szintén kísérleti bizonyítékok szerint ez a hatás legalább 100 000 évig fennáll, de elméleti bizonyítás szerint tovább fennállna, mint az univerzum életkora.
Normál vezetőben az elektromos áram ("I") elektronok ionrácsban történő áramaként képzelhető el, amely a gerjesztő potenciálkülönbség ("U" feszültség) okozta nyomás hatására zárt áramkörben jön létre. A töltéshordozók a kiegyenlítődés felé áramlásnak indulnak ("I" elektromos áram keletkezik, I = U/R ). Az (töltéshordozók) elektronok áramlása során folyamatosan ütköznek a rács ionjaival, és minden ütközés során a helyhez kötött ionrácsok elnyelnek valamennyit az áram által szállított energiából. ΔP = ΔU x I. Az elnyelt energia ΔP x t(idő) növeli a helyhez kötött töltéshordozók energiáját, abban hővé alakul – ami alapvetően megfelel a fémrács kinetikus energiájának. Végeredményként az áramlást létrehozó feszültség, mint munkavégző képesség, energia, az R ellenállású áramkörben felemésztődik, így az áramlást létrehozó potenciálkülönbség az "R" ellenállású szakasz végén megszűnik (Kirchhoff II. törvény).
Szupravezetőnél más a helyzet. Egy átlagos (I. típusú) szupravezetőben a mozgó elektronok ún. Cooper-párokba rendeződnek, amik alacsonyabb energiaszintet biztosítanak nekik alacsony hőmérsékleten. A párbarendeződést egy vonzóerő okozza az elektronok között a fononok cseréje révén. A kvantummechanika szerint egy Cooper-pár energiája csak lépésenként változhat, így lesz egy minimális ΔE energiaszint, aminek meg kell lennie a Cooper-párok áramának megindulásához. Ha ΔE nagyobb, mint az ionrács hőenergiája (amit a kT határoz meg, ahol k a Boltzmann-állandó és T a hőmérséklet) akkor a rács nem akadályozza a párok mozgását, amik így nem vesztenek energiát. A Cooper-párokba rendeződött elektronok mozgása a szuperfolyadékokhoz hasonló.
Egy II. típusú szupravezetőben (ilyen az összes magas hőmérsékletű szupravezető) egy nagyon minimális ellenállás megmarad olyan hőmérsékleteknél, amik a szupravezető átmenet közelében vannak, ha az áram erős mágneses mező jelenlétében folyik (amit akár saját maga is okozhat). Ezt a mozgó örvények megjelenése okozza az elektronáramban, amik az áram energiáját nyelik el. Ha az áram kicsi, az örvények állnak, így az ellenállás megszűnik. Ha a hőmérséklet leesik messze az átmenet alá, az örvények „befagynak” egy rendezetlen, de állandó állapotba, (ún. vortex-glass) és az ellenállás teljesen megszűnik így is. Az örvények miatt létrejövő ellenállás kicsiny töredéke a nem-szupravezetőkének, de kísérletekben számolni kell vele.

### Szupravezetési állapotátmenet

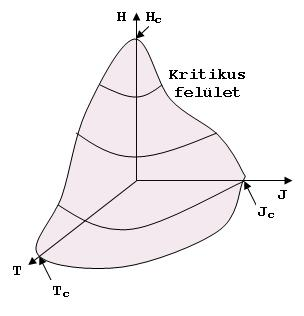
Az állapotátmenetet kijelölő kritikus felület. A szupravezető állapot elérése függ a hőmérséklettől, a mágneses tértől és az áramsűrűségtől

A szupravezető anyagokban a szupravezető hatás akkor jelentkezik, ha az anyag hőmérséklete (T) a kritikus hőmérséklet Tc alá esik. Ez a Tc érték anyagonként más.
I. típusú szupravezetőknél tipikusan 1 K és 20 K között található (például a higanynak 4,2 K – először ennél a fémnél vették észre a jelenséget). A csúcsot 2001 óta a magnézium-diborid (MgB2) tartja – 39 kelvines kritikus hőmérséklete a legmagasabb a hagyományos szupravezetők között – bár érdekes tulajdonságai miatt vita tárgyát képezi, hogy hagyományosnak minősül-e. Előfordul, hogy külön „közepes hőmérsékletű szupravezető” (KHS) kategóriába sorolják.
A magas hőmérsékletű réz-oxid alapú szupravezetők (MHS) kritikus hőmérséklete jóval nagyobb: A YBa2Cu3O7, az egyik elsőként felfedezett MHS kritikus hőmérséklete 92 kelvin, később higany-alapú szupravezetőkkel meghaladták a 130 kelvint. A magas hőmérsékletek oka még ismeretlen – az elektronpárokat használó modell csak az I. típusú szupravezetők működését írja le.
A szupravezetők másik két jellemző értéke a kritikus mágneses térerő (Hc) és a kritikus áramsűrűség (Jc). Ezek azt mutatják meg, hogy mekkora áramsűrűség és mágneses tér fölött lép vissza az anyag normál állapotba a szupravezető állapotból. Ha a kritikus hőmérséklettel egy koordináta-rendszerben ábrázoljuk az értékeket (mind külön tengelyen) megkapjuk a kritikus felületet. A kritikus felület alatti értékekkel rendelkező anyag szupravezető állapotban, az afölötti értékekkel rendelkező anyag normál állapotban van, tehát a felület az állapotátmenet helyét mutatja. A kritikus felület alakja anyagtípusonként eltérő.
A szupravezető állapotba való átmenetet több fizikai mennyiség hirtelen ugrása kíséri. Például a hőkapacitás nem-szupravezető állapotban arányos a hőmérséklettel. Szupravezető állapotba lépéskor egy hirtelen ugrás történik, majd a kritikus hőmérséklet alatt exponenciális függvény írja le: e‒α/T ahol α egy konstans (ez az exponenciális függés az egyik bizonyíték a kvantumosság mellett).
Az állapotátmenet rendje sokáig vita tárgyát képezte. Kísérletek szerint az átmenet másodrendű, mivel nincs szükség rejtett hőre az átmenethez (például a halmazállapot-változásokhoz kell rejtett hő, az olvadáshő illetve a forráshő). A 70-es években végzett számítások szerint elsőrendű, mivel sokáig tartó ingadozást okoz az átmenet az elektromágneses mezőben. Nemrég sikerült csak elméleti bizonyítást találni az örvényvonalakkal számoló rendezetlen mező elmélet segítségével. Az elmélet szerint az átmenet másodrendű a II. típusú szupravezetőknél és elsőrendű az I. típusúaknál. A két tartományt a „hármas kritikus pont” választja el.

### A Meissner–Ochsenfeld-effektus
Ha a szupravezetőt gyenge H mágneses térbe helyezzük, a tér csak egy minimális λ távolságra hatol be a szupravezetőbe, ez az úgynevezett behatolási mélység, ami után a mágneses térerősség nullára csökken. A legtöbb szupravezető esetén ez a mélység 100 nanométeres nagyságrendű. Ez a Meissner–Ochsenfeld-effektus. (A szakirodalom sokszor a rövidebb Meissner-effektus nevet használja.)
A Meissner–Ochsenfeld-effektus könnyen összekeverhető az ideális vezetők diamágnesességével: Lenz törvénye szerint a változó mágneses tér áramot indukál a vezetőben, és ezen áram által keltett mágneses tér pontosan az áramot létrehozó hatás ellen dolgozik. A Meissner–Ochsenfeld-effektus abban különbözik ettől, hogy a szupravezető az összes mágneses teret kizárja – nem csak a változó teret –, ha kritikus hőmérséklet alá hűtjük.
A Meissner-effektust a London-egyenletek egyike írja le. Az egyenlet szerint a szupravezető belseje felé haladva a mágneses tér exponenciálisan csökken:
{\displaystyle \nabla ^{2}\mathbf {H} =\lambda ^{-2}\mathbf {H} \,}
A Meissner-effektus megszűnik, ha a mágneses tér túl nagy:
- I. típusú szupravezetőknél a szupravezetés azonnal megszűnik, ha a térerő a Hc kritikus térerősség feletti. Az anyag geometriájától függően megjelenhet egy köztes állapot, ahol normál és szupravezető részek váltják egymást az anyagban.
- II. típusú szupravezetőknél két kritikus térerő is létezik: egy Hc1 értéket meghaladva a szupravezető kevert állapotba jut, ahol a tér ugyan behatol az anyagba, de az ellenállás nélküli vezetés nem szűnik meg (amíg nem túl nagy az áram). A Hc2 második kritikus értéket meghaladva a szupravezetés teljesen megszűnik. Ezt a kevert állapotot az elektronpárok áramában fellépő örvények okozzák.

## Története
1885-ben két francia fizikus, Louis Paul Cailletet és Bouty, valamint tőlük függetlenül Zygmund Florenty von Wróblenski lengyel fizikus nagyobb mennyiségben cseppfolyósítja az oxigént és a nitrogént, és közben felfedezik, hogy az abszolút nulla fok közelében az elektromos ellenállás hirtelen nullára csökken.
1911-ben a holland Heike Kamerlingh Onnes megfigyelte, hogy a higanynak 4,19 kelvinen ugrásszerűen megszűnik az elektromos ellenállása. Onnes feltételezte, hogy a szupravezetés magyarázatához kvantummechanikai leírás szükséges.
A következő évtizedekben több szupravezető anyagot is találtak. 1913-ban az ólomról mutatták ki, hogy 7 K-en, 1941-ben a nióbium-nitridről (NbN), hogy 16 K-en szupravezetővé válik.
A következő fontosabb lépés a szupravezetés megértésében 1933-ban történt, amikor Meissner és Ochsenfeld felfedezték, hogy a szupravezetők kiszorítják magukból a mágneses teret. Ezt a jelenséget ma Meissner-hatásnak nevezzük. 1935-ben két német fizikus, Fritz és Heinz London megmutatta, hogy a Meissner-hatás levezethető abból a feltételből, hogy a szupravezető áram elektromágneses szabad energiája minimális legyen.
Az 1950-es években jött létre a Ginzburg-Landau-elmélet, melyet a szovjet Landau és Ginzburg talált ki. Ez az elmélet, amely kombinálja Landau elméletét a másodrendű fázisátmenetekről egy Schrödinger-szerű hullámegyenlettel, nagy sikert ért el a szupravezetők makroszkopikus tulajdonságainak magyarázatában. Ezt az elméletet felhasználva mutatta meg Abrikoszov, hogy a szupravezetők két csoportra oszthatók, melyeket jelenleg I. és II. típusúaknak nevezünk. Abrikoszov és Ginzburg kapta 2003-ban a Nobel-díjat ezért a munkájáért. (Landau 1968-ban meghalt.)
A szupravezetés kvantummechanikai elméletét csak 1957-ben alkották meg amerikai fizikusok: John Bardeen, Leon N. Cooper és John R. Schrieffer (nevük kezdőbetűiből BCS-elmélet). Ezért 1972-ben fizikai Nobel-díjat kaptak.
1962-ben fejlesztették ki a Westinghouse kutatói az első, kereskedelemben kapható szupravezető szálat, mely nióbium-titán ötvözet volt. Ugyanebben az évben Josephson előrejelezte, hogy a szupravezető árama két szupravezető darab között képes folyni akkor is, ha a kettőt egy vékony réteg szigetelővel választják el. Ezt a jelenséget, amelyet ma Josephson-hatásnak neveznek, használja fel több szupravezető eszköz, mint például a SQUID. Ezt használták fel a h/e mágneses fluxuskvantum jelenlegi legpontosabb megméréséhez, és ezzel (a kvantumos Hall-effektus felhasználásával) a h Planck-állandóéhoz. Josephsont Nobel-díjjal jutalmazták 1973-ban.
1986-ban tette közzé két fizikus, a német Johannes Georg Bednorz és a svájci Karl Alex Müller a magashőmérsékletű szupravezetéssel kapcsolatos felfedezéseiket, amelyért rögtön 1987-ben Nobel-díjat kaptak. A magas hőmérsékletű szupravezetés létrejöttének még hiányzik az elméleti leírása.

## A szupravezetés műszaki alkalmazásai
Sok műszaki alkalmazás alapul szupravezetésen. Szupravezetőket használnak a legerősebb elektromágnesek létrehozásához, ezek között vannak az orvosi MRI-kben használtak, és a részecskegyorsítókban a nyaláb irányítására szolgálóak is. Másik alkalmazása a kevésbé vagy egyáltalán nem mágneses anyagoktól a gyengén mágneses részecskék elválasztása (melyet a pigmentiparban hasznosítanak). A szupravezetőket használják a SQUID-ek (szupravezető kvantum-interferenciás eszközök), és a legérzékenyebb magnetométerek készítéséhez is. A szupravezető technológiát ezen kívül áramhatárolásra is használják, erőművekben.
Szupravezetőket használnak digitális áramkörök készítéséhez (például Rapid Single Flux Quantum technológia) és a mobiltelefonok bázisállomásainak mikrohullámú szűrőiben.
Sok ígéretes alkalmazás amiatt késik, mert drága dolog nagy rendszereket (például egy hosszú vezetéket) nagyon alacsony hőmérsékleten tartani. Ezen talán nemsokára enyhítenek a magas hőmérsékletű szupravezetéssel kapcsolatos folyamatos fejlesztések, mivel ezeket elegendő cseppfolyós nitrogénnel hűteni a sokkal drágább és nehezebben kezelhető cseppfolyós hélium helyett, vagy cryohűtők alkalmazásával. A jelenleg ismert magas hőmérsékletű szupravezetők törékeny kerámiák, melyek nem igazán alkalmasak hajlékony vezetékek készítésére. Ígéretes jövőbeli alkalmazások között szerepelnek a nagy-teljesítményű transzformátorok, energiatároló eszközök, elektromotorok (például nagyobb járműveké), mágneses lebegtetésen alapuló eszközök, valamint zárlati áramkorlátozók.

### Magyar nyelvű
- Sólyom Jenő: Az alacsony hőmérsékletek titkai, Mindentudás Egyeteme, 2003
- Zawadowski Alfréd: Szupravezetés és szuperfolyékonyság a Nobel-díjak tükrében, Természet Világa, 2004. március a Web Archivumon
- Neugebauer Tibor: A szupravezetés, Fizikai Szemle, 1950/?
- Mihály György: Mire jó a kvantumfizika? egy fejezete, Mindentudás Egyeteme, 2003, PDF
- Szupravezetéssel foglalkozó magyar laboratórium a BME-n.

### Más nyelven
- https://web.archive.org/web/20071209093847/http://physicsworld.com/cws/article/print/3504
- http://www.superconductors.org/254K.htm - szupravezetés 254 K-en